# Adicional
Adicional, no Direito do trabalho, é o acréscimo salarial devido ao trabalhador que labora em condições mais gravosas, ou seja, em condições ou horários considerados fora da normalidade, e que podem prejudicar de alguma forma a integridade física e mental de quem o presta.

## Adicional de horas extras
O trabalhador que laborar em jornada elastecida, ou em dias de descanso, fará jus ao adicional de 50% de segunda a sábado, e de 100% em domingos e feriados. Estes percentuais poderão ser maiores, caso haja previsão no contrato de trabalho, instrumentos normativos ou em convenção coletiva.

## Adicional Noturno
O Adicional Noturno deve ser pago com acréscimo mínimo de 20% para trabalho efetuado entre as 22h00min e 05h00min na região urbana, e acréscimo mínimo de 25% para o trabalho rural efetuado entre as 21h00min e 05h00min na lavoura ou entre as 20h00min e 04h00min na pecuária. A jurisprudência atual trabalhista tem entendido que o adicional noturno também é devido mesmo após o trabalho efetuado após as 05h00min, desde haja a realização integral da jornada noturna, ou seja, o exercício das funções antes ou a partir das 22 horas, sendo devido o adicional noturno até o final da jornada de trabalho, mesmo que esta se estenda até as 8 horas da manhã, por exemplo.
Acrescenta-se que durante o período noturno, considera-se a hora noturna reduzida, assim, por uma ficção jurídica, uma hora noturna equivale a 52 minutos e 30 segundos no período normal, conforme previsto no artigo 73, parágrafo 1º da CLT. 

Exemplo: Trabalhador entra as 22h e sai do trabalho as 5h da manhã. Se fosse computadas horas normais, então seriam 7h de trabalho. Como foi realizada em horário noturno o cálculo é diferente. Vejamos: 7 vezes 60 min = 420min e 420 : 52,5 min = 8, isto significa que o trabalhador em questão realizou 8h de trabalho e não 7h.

## Adicional de Insalubridade
Devido ao empregado que trabalha em ambiente considerado insalubre, podendo ser de 10% (mínimo), 20% (médio) e 40% (máximo), tendo como base de cálculo o salário mínimo. É regrado pelo art. 192 da CLT.
Adicional de Insalubridade: Alterações na Base de Cálculo
Extraído de: Nota Dez - 9 de Julho de 2008
De forma retroativa ao dia 09.05.2008, a base de cálculo do adicional de insalubridade passa a ser o salário base do empregado, salvo disposição mais benéfica em Acordo ou Convenção Coletiva. A nova base de cálculo será utilizada no cálculo da remuneração de todos os empregados sujeitos à insalubridade, salvo disposição mais benéfica em Acordo ou Convenção Coletiva. Por exemplo: Empregado com remuneração de R$ 2.800,00, composta pelas seguintes verbas salariais: R$ 850,00 de salário base, R$ 65,00 de horas extras. Este empregado tem direito à insalubridade em grau máximo, com percentual de 40%. A partir de 09.05.2008 a insalubridade será assim calculada. R$ 850,00 (salário base) x 40% = R$ 340,00 Adicional de insalubridade = R$ 340,00 A nova disposição tem por base a Súmula nº 228 do TST (publicada DJ de 04.07.2008): SÚMULA TST nº 228 ADICIONAL DE INSALUBRIDADE. BASE DE CÁLCULO. A partir de 9 de maio de 2008, data da publicação da Súmula Vinculante n.º 4 do Supremo Tribunal Federal.
Em 15 de julho de 2008, a nova redação da Súmula 228 do Tribunal Superior do Trabalho foi suspensa por decisão liminar do Ministro Gilmar Mendes em Reclamação Constitucional nº 6266, ajuizada pela Confederação Nacional da Indústria.
Os serviços insalubres são definidos através da NR-15 do Ministério do Trabalho, porém deverá ser feita avaliação pericial para definir sua existência, e em caso positivo, o seu grau. Caso este venha a ser eliminada, não será mais devido mais o adicional.
São exemplos trabalho com óleo ou graxa, agentes químicos, ambiente úmido, entre outros.

## Adicional de Periculosidade
O adicional de periculosidade é um valor devido ao empregado exposto a algumas atividades perigosas formalmente definidas em lei. O trabalhador, cuja atividade esteja enquadrada nas hipóteses discriminadas em lei faz jus ao adicional de 30% (trinta por cento) sobre o salário, sem os acréscimos resultantes de gratificações, prêmios ou participações nos lucros da empresa, sendo-lhe ressalvado o direito de opção por adicional de insalubridade eventualmente devido
A palavra periculosidade surge no léxico como sendo um substantivo feminino, sinônima de perigosidade, que representa a qualidade ou estado de perigoso. Na terminologia do direito trabalhista, esta palavra recebe uma significação própria, que a distingue no contexto relativo ao jargão técnico de segurança do trabalho, como significando uma condição de trabalho que enseja o direito de uma compensação financeira adicional ao salário devida ao risco de morte ou ainda doenças de alta letalidade de caráter estocástico ao qual o trabalhador se exponha. Neste sentido, alguns profissionais têm empregado o neologismo atividade "periculosa" (aquela que enseja o adicional de periculosidade) de modo a não confundi-la com a expressão "atividade perigosa" que é aplicável, em princípio a qualquer atividade que envolva exposição aos perigos. Contudo a própria legislação trabalhista referente ao adicional de periculosidade, refere-se às atividades que ensejam tal benefício como atividades perigosas.
Atualmente, a legislação brasileira estabelece de forma objetiva quais são os tipos de atividades profissionais perigosas (que ensejam periculosidade), definidas na Norma Regulamentadora nº 16 do Ministério do Trabalho e Emprego e são:
ATIVIDADES E OPERAÇÕES PERIGOSAS COM EXPLOSIVOS
ATIVIDADES E OPERAÇÕES PERIGOSAS COM INFLAMÁVEIS
ATIVIDADES E OPERAÇÕES PERIGOSAS COM RADIAÇÕES IONIZANTES OU SUBSTÂNCIAS RADIOATIVAS
ATIVIDADES E OPERAÇÕES PERIGOSAS COM EXPOSIÇÃO A ROUBOS OU OUTRAS ESPÉCIES DE VIOLÊNCIA FÍSICA NAS ATIVIDADES PROFISSIONAIS DE SEGURANÇA PESSOAL OU PATRIMONIAL
Também de acordo com a legislação brasileira, a caracterização, classificação ou determinação das atividades perigosas são conduzidas mediante a realização de perícias em estabelecimentos ou setores das empresas, quando estas forem requeridas  por empresas ou sindicatos das categorias profissionais interessadas ao Ministério do Trabalho.
Os critérios utilizados para definir as categorias e atividades que fazem jus ao adicional de periculosidade são definidas por legislação com base em negociações políticas entre governo, empregadores e sindicatos. Não se observa vinculo estatístico entre as mortalidades de trabalhadores e as atividades que fazem jus ao adicional de periculosidade.

## Adicional de Irradiação Ionizante
Adicional devido aos servidores expostos a irradiações ionizantes nos percentuais de 5% (cinco por cento), 10% (dez por cento) e 20% (vinte por cento), conforme Laudo Médico, incidindo sobre o vencimento do cargo efetivo (art. 12 da Lei nº 8.270, de 11.12.1991).

## Adicional de Riscos Portuários
É devido ao empregado que trabalha no porto organizado em ambiente considerado de risco. Ele é de 40%, incidindo apenas sobre o salário hora diurno, sendo devido durante o tempo efetivo de risco. Não pode ser recebido pelo trabalhador portuário avulso, exceto se previsto em acordo coletivo.